# 베이사이드 플레이스 하카타 부두

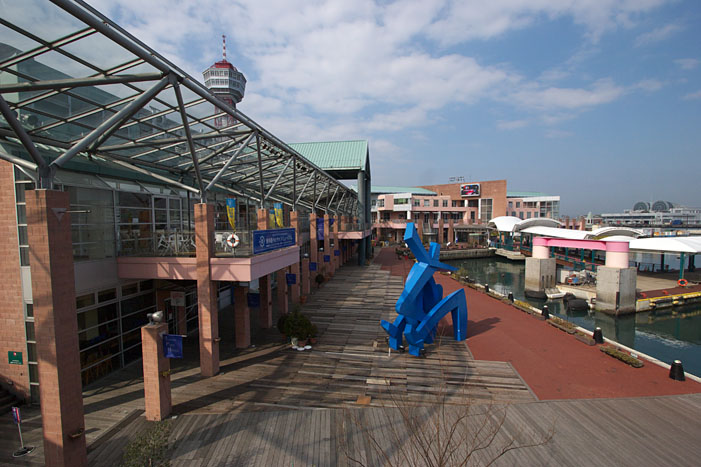
베이사이드 플레이스 하카타 부두

베이사이드 플레이스 하타카 부도(일본어: ベイサイドプレイス博多埠頭 ベイサイドプレイスはかたふとう[*], 영어: Bay side place Hakata wharf)은 일본 후쿠오카현 후쿠오카시 하카타구에 있는 부두이다. 쇼핑몰과 음식점 등이 늘어서있으며, 행사도 자주 열린다. 높이 100m의 하카타항에 올라가면 하카타구와 바다를 한눈에 볼 수 있다.